# Літературна премія імені Василя Симоненка НСПУ
Літературна премія імені Василя Симоненка НСПУ — нагорода для вшанування пам'яті поета Василя Симоненка. Присуджувалася щорічно — за найкращу поетичну книжку, опубліковану упродовж останніх двох років. Рішення журі про присудження премії оприлюднювали до дня народження Василя Симоненка — 8 січня.
Заснована у 1987 році Національною спілкою письменників України. У 2012 році замість цієї премії Черкаська обласна організація НСПУ й Національна спілка письменників України, за підтримки Всеукраїнського товариства «Просвіта» імені Тараса Шевченка та Ліги українських меценатів, заснували нову — Всеукраїнську літературну премію імені Василя Симоненка.
2014 року обласну літературну премію імені Василя Симоненка (її інша назва — Літературна премія «Берег надії» імені Василя Симоненка) та Всеукраїнську літературну премію імені Василя Симоненка об'єднано в одну – Всеукраїнську літературну премію імені Василя Симоненка. До засновників долучилися Черкаська обласна державна адміністрація і Черкаська обласна рада.

## Лауреати
- 1987 — Станіслав Чернілевський, за поетичну збірку «Рушник землі»
- 1988 — Василь Голобородько, за поетичну збірку «Зелен день»
- 1989 — Оксана Пахльовська, за поетичну збірку «Долина храмів»
- 1990 — Валерій Ілля, за книжку «За туманами ковалі»
 Василь Рубан, за книжку «Химера»
- 1991 — Теодозія Зарівна, за поетичну збірку «Дійство на крузі»
- 1992 — Василь Жураківський, за книжку «Приходять люди до ріки»
Любов Проць, за книжку «Дубляни»
- 1993 — Ніна Півторацька, за поетичну збірку «Богуславка»
Микола Біденко, за поетичну збірку «Важкий метал»
- 1995 — Віктор Гуменюк, за книжку «Стежина»
Ольга Страшенко, за книжку «Полонянка»
- 1996 — Ігор Павлюк, за книжку «Голос денного Місяця»
- 1997 — Олександр Яровий, за поетичну збірку «Небо в нетрях»
- 1998 — Павло Вольвач, за поетичну збірку «Маргінес»
- 1999 — Ганна Хмельовська, за книжку лірики «Терпкі меди мою кохання»
- 2000 — Галина Калюжна, за поетичну збірку «Забута ікона»
- 2001 — Яків Косенко, за поетичну збірку «Мазепина гора»
- 2002 — Микола Матола (посмертно), за поетичну збірку «Дозоване повітря»
- 2004 — Галина Глодзь, за поетичну збірку «Вип'ю тебе до дна»
Тетяна Нарчинська, за поетичну збірку «Малюю картину»
- 2005 — Катерина Міщук, за поетичну збірку «Затемнення соняшника»
- 2007 — В'ячеслав Левицький, за поетичну збірку «Місто барв»
- 2009 — Наталія Дитиняк, за поетичну збірку «На білому аркуші тіла»
- 2010 — Любов Якимчук, за поетичну збірку «Як мода»